# ナタリー・クック
ナタリー・ルイーズ・クック OAM（Natalie Louise Cook、女性、1975年1月19日 - ）は、オーストラリアのビーチバレーボール選手。シドニーオリンピックビーチバレー競技金メダリスト。

## 来歴
クイーンズランド州タウンズビル出身。高校はブリスベン郊外にあるコリンダ州立高校に入学し、卒業時には学業及びスポーツ成績優秀者に贈られるDUXの称号を得ている。医療系大学に進むと同時にバレーボールチームにも加わり、1992年には主将としてオーストラリアジュニアチームを率いている。1993年にビーチバレーボールを始め、1994年には医学の道を断念しプロビーチバレーボーラーに転向した。
ビーチバレーボール競技は1996年アトランタオリンピックで正式競技として初採用された。クックとケリー・ポットハーストはペアを組んで参加し銅メダルを獲得している。同年、二人はビーチバレーボール世界選手権でも銀メダルを獲得し、日本で開催されたワールドツアーイベントのために来日している。その後二人はペアを解消し、2000年までペアを組むことはなかった。
地元開催となった2000年シドニーオリンピックでは、再びポットハーストとペアを組み、金メダルに輝いた。この殊勲に対し二人は、OAM（オーストラリア勲章）を受章する栄誉に浴した。また二人はFIVBが制定した「Federation Internationale de Volleyball（英語版）」に選出されている。オリンピック後にポットハーストは現役引退を表明し、クックは新たにニコル・サンダーソンをパートナーとしている。2003年にリオデジャネイロで開催された世界選手権では銅メダルに輝き、FIVBランキング4位をキープした。その後、2004年アテネオリンピック代表に選出された。大会では好調な出だしを切ったが、ブラジルペアとアメリカ合衆国ペアに敗れて結局4位となりメダルを逸した。2008年北京オリンピックでは、Tamsin Barnett（英語版）をパートナーとして5位、更に2012年ロンドンオリンピックでは19位に沈み、五度目のオリンピックに幕を降ろした。
2013年にバレーボール殿堂入りの栄に浴している。

## 私生活
2008年、カナダ人でビーチバレーボール選手のサラ・マックスウェルとカナダで結婚した（2008年当時オーストラリアでは同性結婚が認められていなかったため）。現在はブリスベンに居住している。加えて講演活動をこなし、ビーチバレーボール関連事業にも進出している。

## 著書
- 『Go Girl!』 2001年9月出版[2]